# Robert Chazal
Pour les articles homonymes, voir Chazal.
Robert Chazal, né le 3 septembre 1912 à Saint-Nom-la-Bretèche et mort le 12 avril 2002 à Courbevoie,, est un critique de cinéma français.

## Carrière
Il a été rédacteur en chef de Cinémonde, chef du service des spectacles de Paris-Presse, de France-Soir et du Journal du dimanche.
Ses critiques de films, et étoiles d'estimation desdites œuvres, faisaient encore les beaux jours des programmes de télévision de TV Magazine, le supplément télé du Figaro, du Fig Mag, de Madame Figaro, les week-ends, et d'autres publications du groupe de presse Hersant (Nice matin...), puis d'autre P.Q.R. comme Ouest-France, à la fin des années 1980 (La critique de Robert Chazal / L'avis de Robert Chazal).

## Théâtre (co adaptateur)
- 1994 : La Nuit du crime d'après Steve Passeur, adaptation Jean Serge, Robert Chazal et Robert Hossein, Théâtre de Paris

## Publications
- Vedettes à louer, Editions Rabelais, 1958.
- La Nuit des espions, Fleuve noir Espionnage, 1959.
- Marcel Carné (choix de textes et propos), collection Cinéma d'aujourd'hui, Seghers, 1965.
- Jean-Paul Belmondo, Éditions Denoël, 1971.
- Louis de Funès, Paris, Éditions Denoël, collection Étoiles, 1972[3].
- Gérard Depardieu, l'autodidacte inspiré, Hatier, 1982.
- Michel Piccoli le provocateur, éditions France-Empire, 1989.  (ISBN 2704806349 et 978-2704806348)